# Kanton Angers-Nord-Ouest
Der Kanton Angers-Nord-Ouest war von 1790 bis 2015 ein französischer Wahlkreis im Arrondissement Angers, im Département Maine-et-Loire und in der Region Pays de la Loire; sein Hauptort war Angers.
Der Kanton umfasste Wahlberechtigte aus einer Gemeinde und einem Teil der Stadt Angers (angegeben ist hier die Gesamteinwohnerzahl). 
| Gemeinde | Einwohner Jahr | Fläche km² | Bevölkerungsdichte | Code INSEE | Postleitzahl |
| -------- | -------------- | ---------- | ------------------ | ---------- | ------------ |
| Angers   | 150.125 (2013) | –          | – Einw./km²        | 49007      | 49100        |
| Avrillé  | 12.972 (2013)  | 15,85      | 818 Einw./km²      | 49015      | 49240        |